# Kumagai Kódzsi
Kumagai Kódzsi (Aomori, 1975. október 23. –) japán válogatott labdarúgó.

## Nemzeti válogatott
A japán U20-as válogatott tagjaként részt vett az 1995-ös ifjúsági labdarúgó-világbajnokságon.